# 이필우 (영화 감독)
이필우(李弼雨, 1897년 11월 27일~1978년 10월 20일)는 일제강점기와 대한민국의 영화 기술인이다. 한국 최초의 영화 촬영기사로 알려져 있다.
현재의 서울 중구 을지로 지역에서 시계포를 하던 상인의 장남으로 태어났다. 아버지가 일찍 사망하여 시계포를 물려받았다가 사진 재료와 축음기를 들여놓고 판매하기 시작한 것을 계기로, 사진과 환등기, 활동사진 기계를 접하면서 그 원리를 터득하게 되었다.
1913년에 우미관 영사기사의 조수로 들어가 일을 배우다가 일본에 건너갔다. 여러 지역에서 실무를 익히며 촬영 기술을 배운 뒤 데이코쿠키네마에 입사하여 촬영기사로 일했다. 간토 대지진으로 귀국한 뒤 《전성여자정구대회》, 《장화홍련전》, 《쌍옥루》 등을 촬영했다.
이후 발성 영화 촬영에 뜻을 두고 다시 일본에 가서 녹음기술을 배워와 조선 최초의 발성 영화 《춘향전》(1935)을 내놓았다. 동생인 이명우가 감독을 맡고 촬영과 녹음은 이필우가 담당했다. 그러나 1930년대 후반부터 일본에서 공부하고 돌아온 영화 감독들이 세대 교체 흐름을 주도하면서 이필우는 이러한 흐름에서 뒤처지게 되었다. 신진 세력과 갈등을 일으킨 끝에 일제 강점기 말기에는 만주 지역을 떠돌며 소일하였다.
태평양 전쟁 종전 후에 미군정 지역으로 돌아와 미군 502대 부대와 그 후신인 미 공보원에서 영화기술을 관리하는 역할을 맡았다. 한국 전쟁 초기에 조선인민군이 서울을 점령했을 때는 인공 체제에 협조하여 국립영화촬영소 남조선지부 책임자를 맡기도 했으나, 인민군이 후퇴한 뒤 미 공보원에 복귀했다. 한국 최초의 시네마스코프 영화로 많은 관심을 모았다가 흥행에 실패한 《생명》(1958) 녹음에 참여한 것이 마지막 이력이다.

## 같이 보기
- 이명우